# André de Vilmorin
Pour les articles homonymes, voir Vilmorin.
André Philippe Marc de Vilmorin, né le 23 avril 1907 à Paris et mort le 23 février 1987 à Verrières-le-Buisson,, est un horticulteur français. Il est le dernier des six enfants de Philippe Levêque de Vilmorin, et de Mélanie de Gaufridy de Dortan, et est le frère de Mapie de Toulouse-Lautrec, de Louise de Vilmorin et d'Olivier de Vilmorin.

## Biographie
À vingt ans, André de Vilmorin termine sa licence ès sciences et entame une licence en droit avant de partir effectuer son service militaire. Il se porte volontaire en 1928 pour se rendre en Syrie. À son arrivée à Beyrouth, il est nommé professeur de mathématiques à l’université Saint-Joseph[réf. souhaitée].
Tombé malade à la fin de la guerre, Diana Cooper, l'épouse de Duff Cooper lui sauve la vie en amenant aux médecins français de la pénicilline prélevée dans les stocks de l’armée anglaise et inaccessible aux civils français à cette époque. De cette date démarre une amitié indissoluble entre André, Louise de Vilmorin, et le couple Duff et Diana Cooper.
Ayant retrouvé la santé, il reprend ses activités professionnelles. Il épouse Andrée de Montesquiou-Fezensac à Verrières-le-Buisson le 30 novembre 1949. De ce mariage naîtront deux enfants : Philippe-André et Joseph.
De retour en France il entre chez Vilmorin-Andrieux où il travaille pendant trente-trois ans dont treize en tant que directeur général. Il réussit à rétablir la santé financière de la société[réf. souhaitée] laquelle avait beaucoup souffert des mauvaises gestions successives depuis la mort de Philippe, son père.
En 1962, il quitte l’entreprise ainsi que son frère Roger. Il devient alors président du Groupement national interprofessionnel des semences et plants et fondateur et président de la SICASOV (équivalent de la Sacem pour les espèces végétales), administrateur d’IBM France, des Grands Moulins de Paris, conseiller du commerce extérieur de la France.
Il se lie d’amitié avec Russell Page, avec lequel il avait organisé la participation de Vilmorin-Andrieux aux Floralies de 1959 (le jardin Vilmorin reçu le 1er grand prix d’honneur), et commence alors une carrière de paysagiste. Il a à son actif de nombreux jardins particuliers et jardins de sociétés et crée entre autres le jardin de l’Unesco à Paris pour son ami l’architecte Bernard Zehrfuss.
Très proche de sa sœur Louise pendant toute leur vie comme en témoigne leur correspondance pendant plus de cinquante ans, André lui consacre à la demande de l'éditeur Pierre Seghers un livre publié en 1962 dans la collection « Poètes d'aujourd’hui », Essai sur Louise de Vilmorin.
Il fut l’ami notamment de Bérard, de Jean Dubuffet, de Maurice Estève, en particulier de Pierre Roy qu’il soutient financièrement jusqu’à la mort de ce dernier en 1950.
Proche du sculpteur Jacques Zwobada, ses maisons à Verrières-le-Buisson et en Corse abritent un certain nombre de ses œuvres : tableaux, statues et mosaïques. À la mort de Zwobada en 1967, il collabore pendant des années avec sa fille Anne Filali à la gestion de son œuvre.
Il écrit un livre de recettes faciles et à la portée de tous, publié en 1984 par le Reader’s Digest sous le titre « la Cuisine sans façons ».
Il est premier vice-président de la Société nationale d’horticulture de 1950 jusqu’à sa mort et président honoraire de la Royal Horticultural Society ; il est officier de la Légion d’honneur, commandeur de l’ordre national du Mérite et du Mérite agricole.

## Œuvres
- Nos amis les légumes,  Mapie de Toulouse-Lautrec, préf. André de Vilmorin, éd. Vilmorin-Andrieux, 1957.
- Essai sur Louise de Vilmorin, vol. 91 de Poètes d'aujourd’hui, éd. P. Seghers, 1962.
- La Cuisine sans façons, éd. Sélection du Reader’s Digest, 1984,  (ISBN 2-709-80120-5).

## Pour approfondir